# Lázaro Martínez (trestegshoppare)
Lázaro Martínez Santray, född 3 november 1997 i Guantánamo, är en kubansk friidrottare som tävlar i tresteg. Han tog guld vid inomhus-VM 2022 i Belgrad.

## Karriär
Lázaro Martínez är son till den före detta 400-meterslöparen Isabel Contreras. Martínez spelade basket och utövade judo tills han var 10 år innan han började med friidrott. Vid ungdoms-VM 2013 i Donetsk tog Martínez guld i tresteg efter ett hopp på 16,63 meter, vilket var samma distans som landsmannen Héctor Dairo Fuentes mästerskapsrekord från 2005 i ungdoms-VM. I augusti 2013 tog han även guld vid panamerikanska juniormästerskapen i Medellín.
Vid årets första tävling, den 1 februari 2014 i Havanna, blev Martínez den första ungdomen att hoppa över 17-metersgränsen och hans hopp på 17,24 meter blev ett nytt världsrekord för ungdomar. I juli samma år tog Martínez guld vid junior-VM i Eugene och slog landsmannen Yoelbi Quesadas mästerskapsrekord i junior-VM från 1992 med ett hopp på 17,13 meter. Under 2014 deltog Martínez även i tre Diamond League-tävlingar (silver vid Shanghai Golden Grand Prix, brons vid Golden Gala och 4:e plats vid Bislett Games), där han endast 16 år gammal tävlade mot seniorer. Martínez avslutade säsongen med att i november 2014 tävla vid sitt första seniormästerskap, Centralamerikanska och karibiska spelen i Xalapa. Han tog silver efter ett hopp på 16,91 meter och slutade bakom landsmannen Ernesto Revé.
I augusti 2015 tog Martínez silver vid panamerikanska juniormästerskapen i Edmonton efter att slutat bakom landsmannen Leslie Caesa. I juli 2016 tog han sitt andra raka guld vid junior-VM i Bydgoszcz. Följande månad tävlade Martínez i trestegstävlingen vid olympiska sommarspelen 2016 i Rio de Janeiro, där han kvalificerade sig för finalen efter ett hopp på 16,61 meter i kvalet. I finalen hoppade Martínez 16,68 meter och slutade på 8:e plats. Under säsongen 2017 hade han endast ett fåtal hopp över 17 meter, men lyckades kvalificera sig för världsmästerskapen i London. I VM tog sig Martínez vidare från kvalet med ett hopp på 16,66 meter, men slutade på 12:e och sista plats i finalen efter att endast hoppat 16,25 meter.
Från och med säsongen 2018 led Martínez av problem med sitt skenben och tävlade endast i ett fåtal tävlingar under flera år. Under perioden bytte han även tränare till världsmästaren från 1997, Yoelbi Quesada. Under början av 2022 var han slutligen tillbaka och gjorde sina första inomhustävlingar. I februari hoppade Martínez 17,21 meter vid en tävling i franska Liévin, vilket kvalificerade honom för inomhus-VM i Belgrad följande månad samt var ett nytt världsårsbästa. I mars 2022 vid inomhus-VM tog Martínez guld och satte ett nytt personbästa i tresteg efter att hoppat 17,64 meter. I maj samma år tog han guld vid iberoamerikanska mästerskapen och satte ett nytt mästerskapsrekord med ett hopp på 17,30 meter. I juli 2022 vid VM i Eugene tog Martínez sig till final i trestegstävlingen men lyckades där inte få till något giltigt hopp.

## Internationella tävlingar
| År                | Tävling                                 | Plats             | Placering         | Gren              | Distans           |
| Tävlande för Kuba | Tävlande för Kuba                       | Tävlande för Kuba | Tävlande för Kuba | Tävlande för Kuba | Tävlande för Kuba |
| ----------------- | --------------------------------------- | ----------------- | ----------------- | ----------------- | ----------------- |
| 2013              | Ungdomsvärldsmästerskapen               | Donetsk           | 1:a               | Tresteg           | 16,63 m           |
| 2013              | Panamerikanska juniormästerskapen       | Medellín          | 1:a               | Tresteg           | 16,49 m           |
| 2014              | Juniorvärldsmästerskapen                | Eugene            | 1:a               | Tresteg           | 17,13 m           |
| 2014              | Centralamerikanska och karibiska spelen | Xalapa            | 2:a               | Tresteg           | 16,91 m           |
| 2015              | Panamerikanska juniormästerskapen       | Edmonton          | 2:a               | Tresteg           | 16,52 m           |
| 2016              | Juniorvärldsmästerskapen                | Bydgoszcz         | 1:a               | Tresteg           | 17,06 m           |
| 2016              | Olympiska sommarspelen                  | Rio de Janeiro    | 8:e               | Tresteg           | 16,68 m           |
| 2017              | Världsmästerskapen                      | London            | 12:e              | Tresteg           | 16,25 m           |
| 2022              | Inomhusvärldsmästerskapen               | Belgrad           | 1:a               | Tresteg           | 17,64 m           |
| 2022              | Iberoamerikanska mästerskapen           | La Nucia          | 1:a               | Tresteg           | 17,30 m           |
| 2022              | Världsmästerskapen                      | Eugene            | 5:e (kval)        | Tresteg           | 17,06 m1          |
| 2023              | Centralamerikanska och karibiska spelen | San Salvador      | 1:a               | Tresteg           | 17,51 m           |
| 2023              | Världsmästerskapen                      | Budapest          | 2:a               | Tresteg           | 17,41 m           |
| 2023              | Panamerikanska spelen                   | Santiago          | 1:a               | Tresteg           | 17,19 m           |
| 2024              | Inomhusvärldsmästerskapen               | Glasgow           | 8:e               | Tresteg           | 16,69 m           |
| 2024              | Olympiska sommarspelen                  | Paris             | 8:e               | Tresteg           | 17,34 m           |
| 2025              | Inomhusvärldsmästerskapen               | Nanjing           | 13:e              | Tresteg           | 14,04 m           |

1Inget giltigt hopp i finalen

## Personliga rekord
- Tresteg – 17,64 m (Belgrad, 18 mars 2022)[6]
- Längdhopp – 7,19 m (Havanna, 14 februari 2014)[6]